# Park Row Building
Het Park Row Building is een wolkenkrabber uit 1899 aan Park Row in Lower Manhattan in New York. Het gebouw staat ook bekend als 15 Park Row. Met zijn hoogte van 119 meter was het het hoogste kantoorgebouw ter wereld van 1899 tot 1908, toen het Singer Building werd gebouwd. Het werd ontworpen door Robert Henderson Robertson, een van de pioniers van de wolkenkrabberarchitectuur.

## Geschiedenis

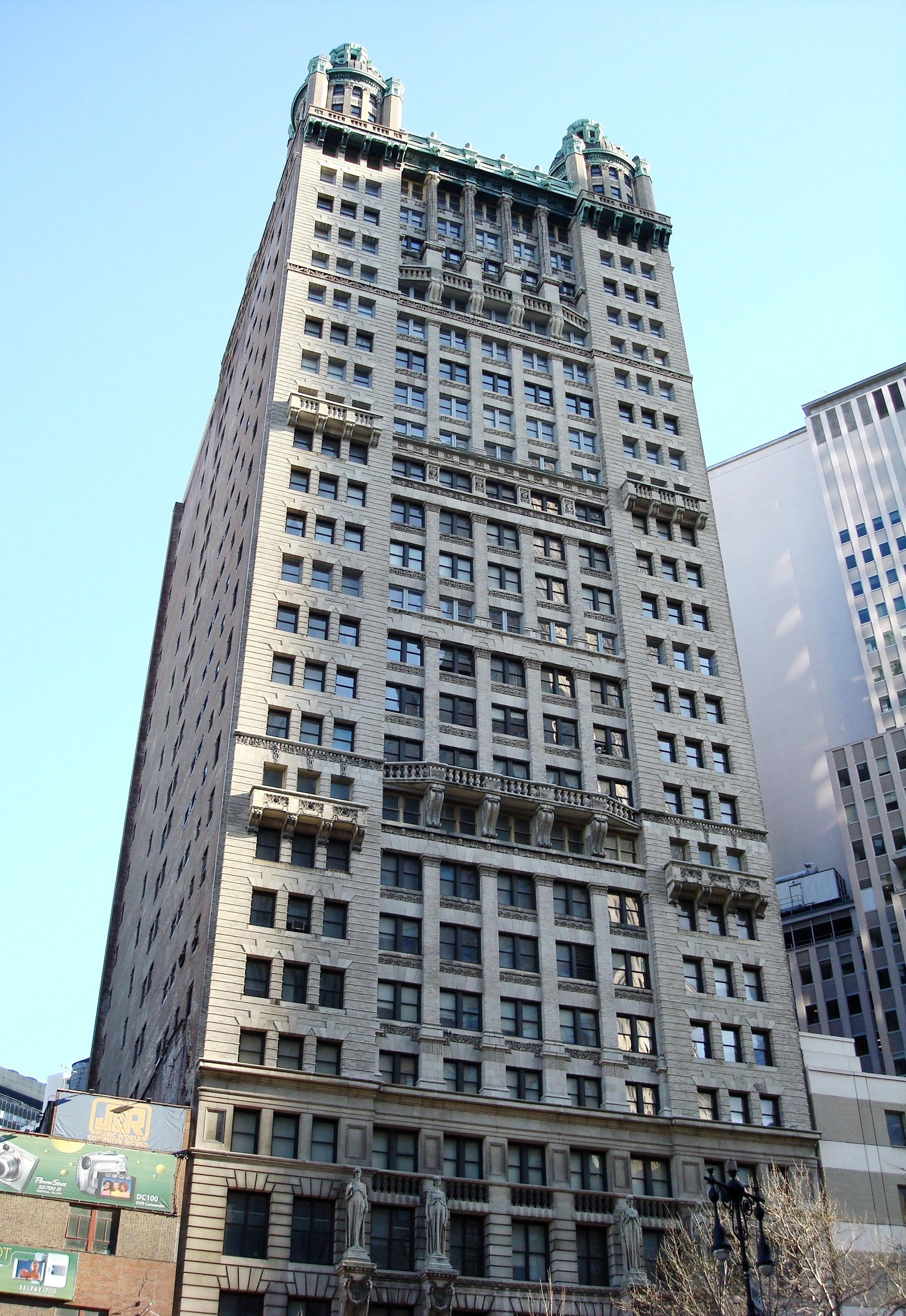
Voorgevel van het Park Row Building

Het Park Row Building geldt als een van de eerste wolkenkrabbers ter wereld. Het gebouw werd geopend in 1899, drie jaar na het begin van de bouw. De aannemer was William Mills Ivins, een prominente advocaat. Hij leidde een syndicaat van investeerders, hierdoor was de oorspronkelijke naam van het gebouw het Syndicate Building.
Het Park Row Building heeft 29 verdiepingen. 26 volledige verdiepingen en drie verdiepingen in de twee koepels. Het gebouw heeft een voorgevel van 31 meter aan Park Row en een gevel van 15 meter aan Theater Alley. De basis van het gebouw beslaat een oppervlakte van ongeveer 1.400 vierkante meter. Het gebouw bevat ongeveer 8.000 ton staal en 12.000 ton ander materiaal, voornamelijk baksteen en terracotta. De fundering van het Park Row Building werd gemaakt van 3900 palen in nat zand en bekroond door granieten blokken. De totale bouwkosten bedroegen 2.400.000 dollar.

## Ontwerp
De symmetrische voorgevel wordt bekroond met twee drie verdiepingen hoge koepeltorentjes. De koepels zijn afgedekt met koper. Op het gebouw staan vier kariatiden en zestien beelden die worden toegeschreven aan de beeldhouwer J. Massey Rhind. Het gevelontwerp herinnert aan de dubbele torens van barokke kerken in Europa, en in het bijzonder aan de gevel van het klooster van São Vicente da fora in Lissabon.

## Eerste beoordelingen
Het algemene publiek was in 1899 onder de indruk van het Park Row Building. Men was onder de indruk van de hoogte en de grote proporties. Het gebouw torende als een van de eerste wolkenkrabbers vijftien tot twintig verdiepingen uit boven zijn buren.
Het Park Row Building was in die tijd niet te vergelijken met enig ander bouwwerk. Het commentaar van architectuurcritici was dan ook hard. The New York Times citeerde een criticus, die in 1898 schreef in The Real Estate Record and Guide:, "New York is de enige stad waar een dergelijk monster zou worden toegestaan, met een kale muur aan de achterzijde," hij noemde de raamloze muur "absoluut nietszeggend en nutteloos". Criticus Jean Schopfer noemde het gebouw "afschuwelijk".

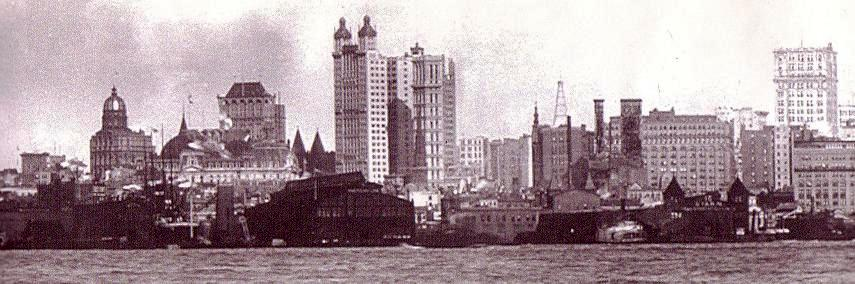
Skyline van Manhattan in 1902